# Importante É Amar
Importante é amar é um álbum de estúdio da cantora brasileira Mara Maravilha, lançado em janeiro de 2008 pela Line Records.
O álbum foi produzido por Paulo César Baruk e conta com composições da própria Mara em parceria com sua mãe Marileide Félix e Patrícia Marta. 
Conta com a participação de Robinson Monteiro na música Importante é amar. 
Em outubro de 2009 ganhou certificado Disco de Ouro, pela venda de mais de 50 mil cópias.